# زندگی و مرگ کینگ جان

زندگی و مرگ کینگ جان، اجرایی از این نمایشنامه در سال ۱۸۶۵ در تئاتر دروری لین لندن

زندگی و مرگ کینگ جان نمایشنامه‌ای تاریخی اثر ویلیام شکسپیر است که به برجسته سازی و بازگویی هنری دوران سلطنت کینگ جان، پادشاه انگلستان می‌پردازد. وی که در فاصله سال‌های ۱۱۹۹ تا ۱۲۱۶ میلادی بر انگلستان حکومت می‌کرد، فرزند هنری دوم پادشاه انگلستان و الینور د آکیتن بود و همچنین پدر هنری سوم، پادشاه بعدی انگلستان به حساب می‌آمد.
اعتقاد بر این است که نمایشنامه کینگ جان در اواسط دهه ۱۵۹۰ نوشته شده‌است، اما انتشار آن تا سال ۱۶۲۳ میلادی، یعنی زمانی که کلیات شکسپیر با عنوان فیرست فولیو منتشر شد، به تعویق افتاد.

## شخصیت‌های داستان

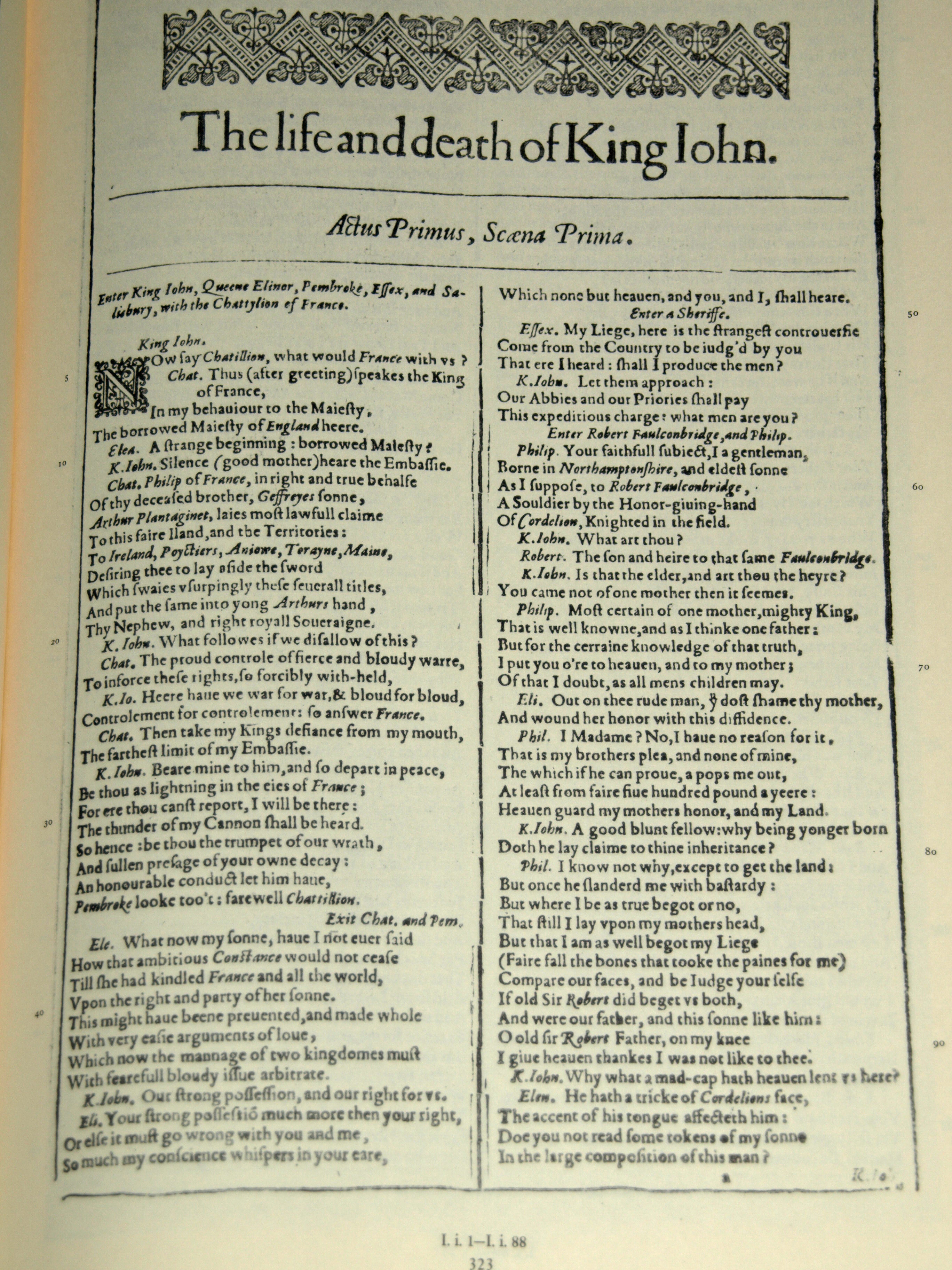
نمایی از نخستین صفحه نمایشنامه زندگی و مرگ کینگ جان که در مجموعه فیرست فولیو در سال ۱۶۲۳ انتشار یافت